# 431 هـ
431 هـ هي سنة في التقويم الهجري امتدت مقابلةً في التقويم الميلادي بين سنتي 1039 و1040.

## أحداث
- موقعة داندنقان بين السلاجقة والدولة الغزنوية

## مواليد
- أبو الوفاء علي بن عقيل
- المعتمد بن عباد
- أبو الوفاء بن عقيل

## وفيات
- إدريس المتأيد بالله
- ابن الطبيز
- محمد بن الفضل بن نظيف